# Курило, Маргарита Сергеевна
Маргарита Сергеевна Курило (род. 21 июня 1993, Челябинск) — российская волейболистка. Нападающая-доигровщица. Мастер спорта России.

## Биография
Волейболом Маргарита Курило начала заниматься в челябинской СДЮСШОР «Юность-Метар». С 2010—2013 выступала за местный «Автодор-Метар» в суперлиге чемпионата России, причём в дебютном сезоне (2010—2011) играла в основном на позиции либеро и лишь затем окончательно определилась со своим амплуа как нападающей-доигровщицы. В 2013—2014 выступала за «Хара Морин» (Улан-Удэ), а в 2014—2015 — за омскую «Омичку», с которой выиграла «серебро» Кубка России.
В 2015 году Маргарита Курило перешла в саратовский «Протон», но в феврале 2016 года по ходу сезона из-за конфликта с главным тренером контракт был расторгнут и волейболистка продолжила карьеру в «Уралочке-НТМК», в составе которой стала серебряным призёром чемпионата России. В 2018 году перешла в красноярский «Енисей». В 2019—2020 годах выступала за «Локомотив».
В сентябре 2016 года участвовала в розыгрыше Кубка Бориса Ельцина, став серебряным призёром турнира, выступая за сборную клубов России, составленную на основе «Уралочки-НТМК».
В 2019 году дебютировала в национальной сборной России, приняв участие в Лиге наций, олимпийской квалификации, чемпионате Европы, а в сентябре стала бронзовым призёром Кубка мира.

### Клубная карьера
- 2010—2013 —  «Автодор-Метар» (Челябинск);
- 2013—2014 —  «Хара Морин» (Улан-Удэ);
- 2014—2015 —  «Омичка» (Омск);
- 2015—2016 —  «Протон» (Саратовская область);
- 2016—2018 —  «Уралочка-НТМК» (Свердловская область);
- 2018—2019 —  «Енисей» (Красноярск);
- 2019—2020 —  «Локомотив» (Калининград);
- 2022—2024 —  «Динамо» (Москва);
- 2024—2025 —  «Кузейбору» (Аксарай).
- с 2025 —  «Бешикташ» (Стамбул).

## Достижения

### С клубами
- чемпионка России 2023;
  - двукратный серебряный (2016, 2020) и бронзовый (2018) призёр чемпионатов России;
- двукратный победитель розыгрышей Кубка России — 2022, 2023;
  - двукратный серебряный призёр Кубка России — 2014, 2018.
  - бронзовый призёр Кубка России 2019.
- двукратный обладатель Суперкубка России — 2019, 2023.

### Со сборными
- бронзовый призёр розыгрыша Кубка мира 2019.
- серебряный призёр Кубка Бориса Ельцина 2016 в составе сборной клубов России.
- чемпионка Всероссийской Спартакиады 2022 в составе сборной Москвы.